# Балтийская улица (Санкт-Петербург)

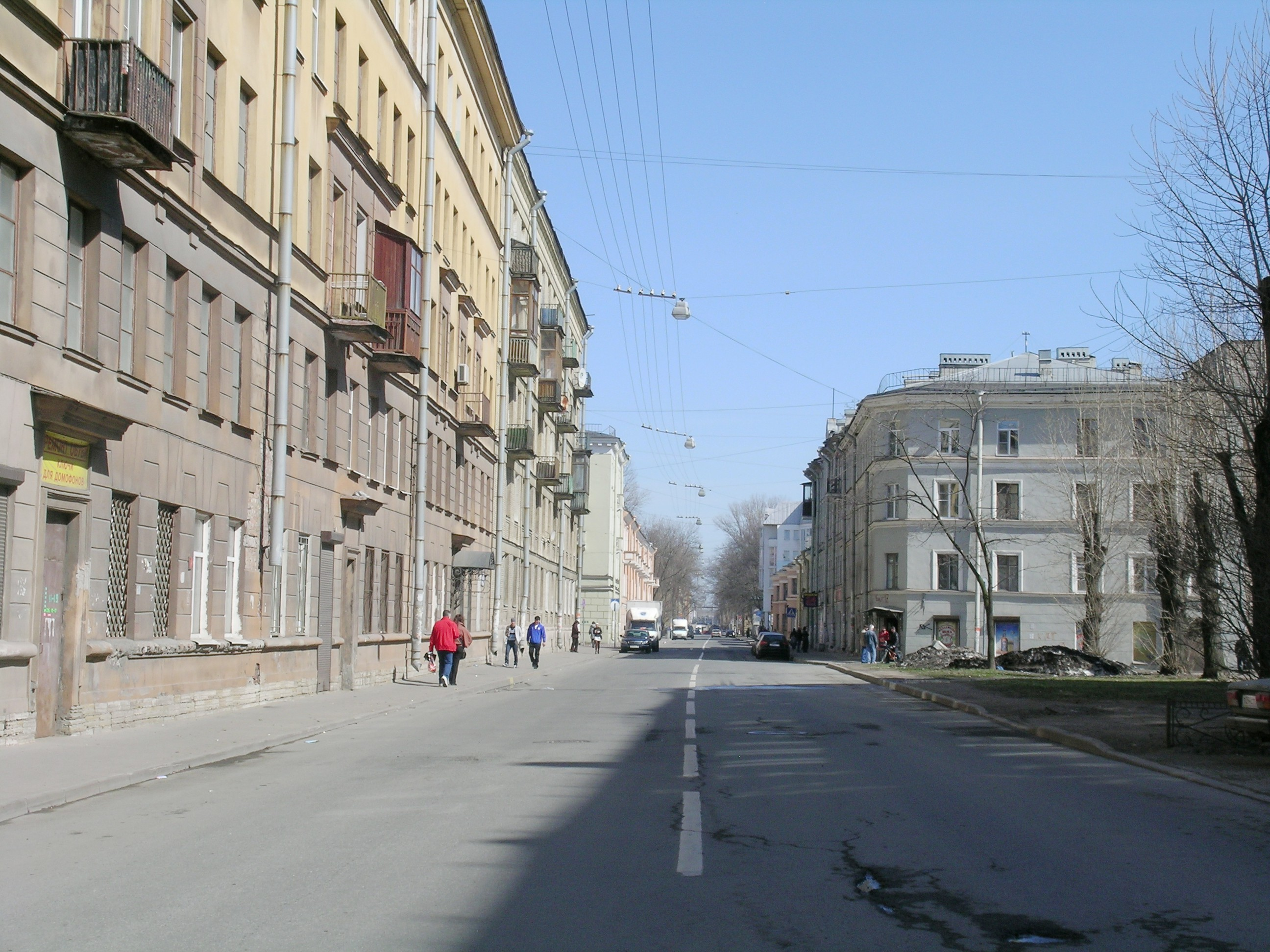

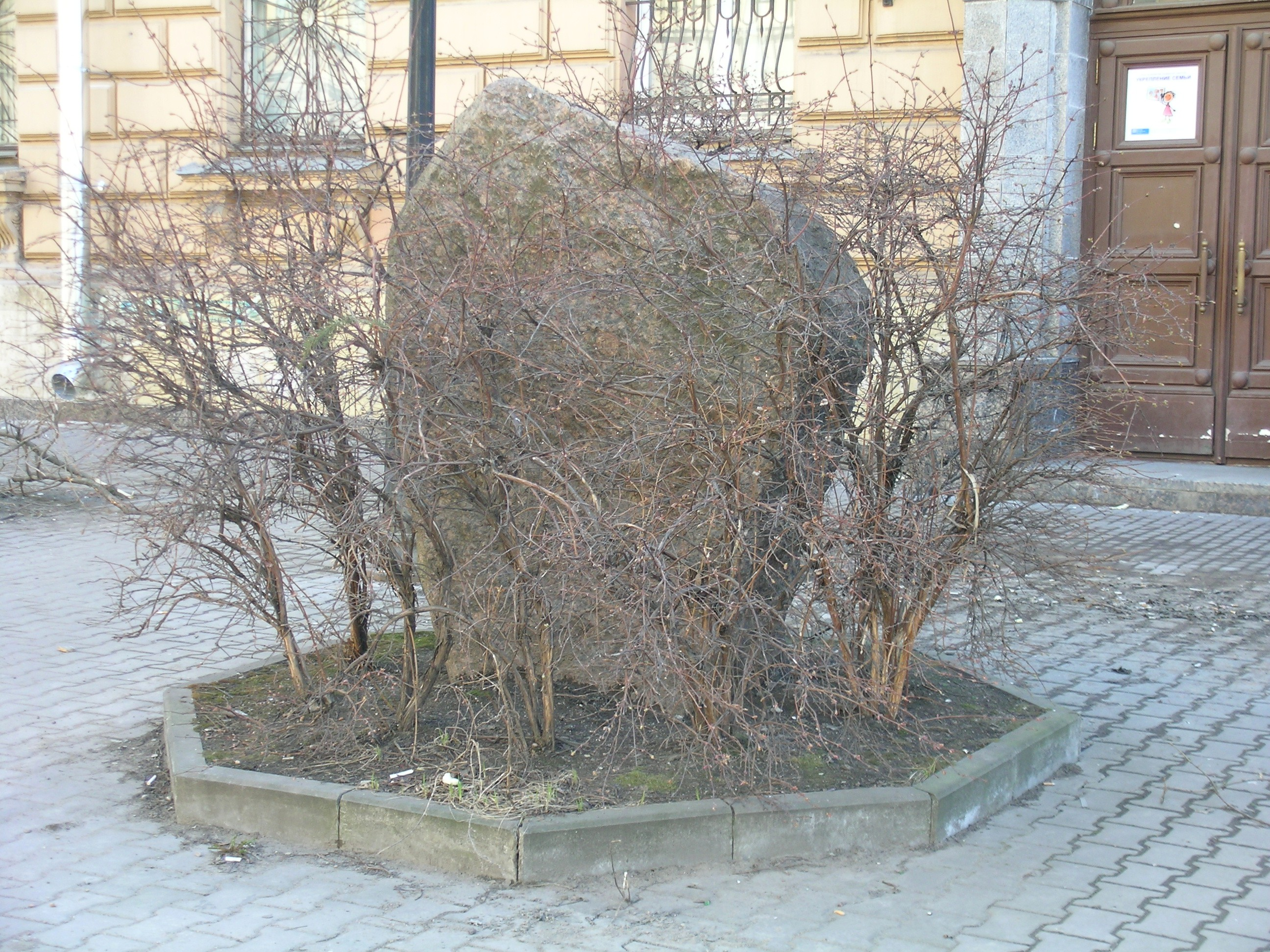

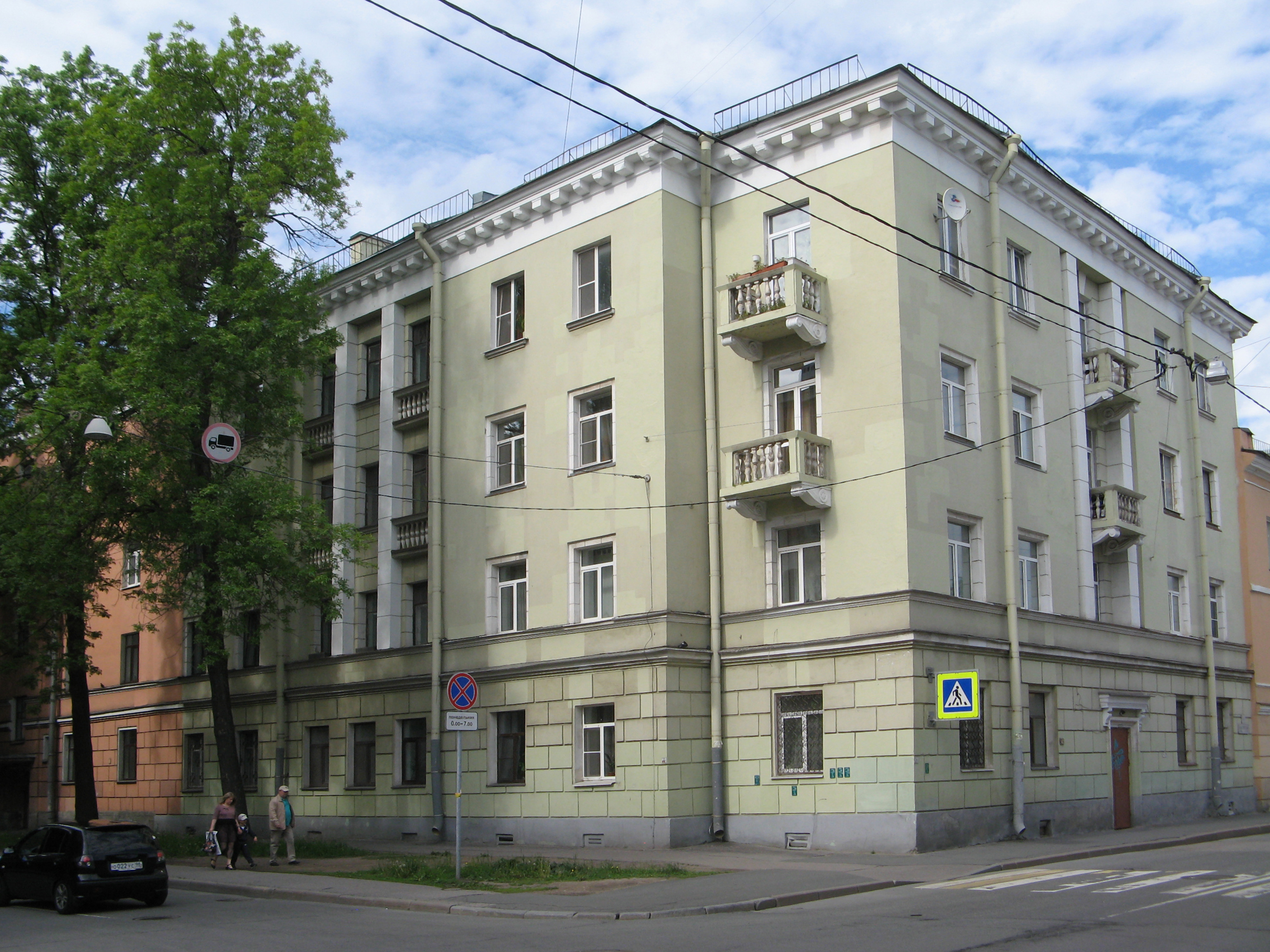
Дом № 18

Балти́йская улица — улица в Кировском районе Санкт-Петербурга. Проходит от проспекта Стачек и Кировской площади за Михайловский переулок.

## История
Название происходит от того, что проезд проходит в направлении Балтийской железнодорожной линии. До 1963 года улица доходила до железнодорожных путей. Носит современное название с 1902 года.

## Здания
Значительная часть застройки улицы представляет собой дореволюционные дома, расширенные и надстроенные в советские годы. К ним относятся номера 10, 12, 17, 19А, 19Б, 20, 21, 22, 24, 31, 32, 33, 34, 36/9, 38, 40, 41, 52-54Д, 56, 59А, 59В, 62, 64, 70.
- Дом № 1 — жилой дом (пр. Стачек, 16 / Балтийская ул., 1 / ул. Швецова, 2). Построен в 1949—1950 гг., архитекторы В. А. Каменский, Ю. Я. Мачерет, стиль — сталинский неоклассицизм.
- Дом № 3 — жилой дом (Балтийская ул., 3 / Лермонтовский пер., 1х), стиль — сталинский неоклассицизм.
- Дом № 4 — завод красок, лаков, смоляных и москательных товаров Джона Гернандта. Стиль — модерн.
- Дом № 11 — Александро-Невского общества трезвости в Санкт-Петербурге.
- Дом № 12 — два дома 1910-х годов, объединены и надстроены в 1959-м[2].
- Дом № 10—12 — жилой дом, стиль — сталинский неоклассицизм.
- Дом № 32 — четырёхэтажный дом в стиле модерн начала 1900-х годов[2].
- Дом № 35 — школа, построенная по проекту В. О. Мунца в 1930-е годы, в настоящее время здание занимает Петровский колледж[3].
- Дом № 52 — (Балтийская ул., 48 / ул. Маршала Говорова, 52 / ул. Метростроевцев, 15) НПО «Научные приборы».
- Дом № 59 — корпуса бывшей фабрики «Красный Кондитер».

## Пересечения
- проспект Стачек
- Кировская площадь
- Лермонтовский переулок
- Сивков переулок
- Майков переулок
- Охотничий переулок
- Молодёжный переулок
- улица Маршала Говорова
- улица Шкапина
- Михайловский переулок